# Liebe im Handumdrehen
Liebe im Handumdrehen (Hands Across the Table) ist eine Screwball-Comedy mit Carole Lombard und Fred MacMurray unter der Regie von Mitchell Leisen.

## Handlung
Regi Allen ist eine New Yorker Maniküre, die wild entschlossen ist, Armut und Elend durch ihre Ehe mit einem reichen Mann zu entkommen. Sie lernt bei einem ihrer Jobs den Erben des Savoy-Carlton-Hotels, Allen Macklyn, kennen. Der ehemalige Sportpilot ist seit einem Unfall auf einen Rollstuhl angewiesen. Allen verliebt sich in die junge Frau, gesteht ihr jedoch seine Liebe nicht, da er die Antwort fürchtet. Kurze Zeit später macht Regi die Bekanntschaft von Theodore Drew III, dem Erben einer ehemals reichen Familie, die jedoch ihr gesamtes Hab und Gut beim Börsencrash von 1929 verloren hat. Theodore verdient sein Geld als Gigolo, und die beiden Glücksjäger verbringen einen feuchtfröhlichen Abend, als Regi von der Verlobung von Theodore mit Vivan Snowden erfährt, einer reichen Erbin des „Ananaskönigs“ Mister Snowden.
Die beiden verlieben sich trotzdem ineinander, wohl auch, weil sie sich gegenseitig nichts vormachen müssen. Allerlei Verwicklungen nehmen ihren Lauf, als Ted sein Boot zu den Bermudas verpasst, wo er eigentlich ein vergnügtes Wochenende verbringen sollte, um Astrid nicht bei den Vorbereitungen für die Hochzeit zu stören. Ted und Regi versuchen nun alles, was in ihrer Macht steht, den Anschein zu erwecken, Ted sei in Wirklichkeit auf Bermuda und würde sich dort amüsieren. 
Die ganze Lügengeschichte fliegt auf, und Vivian löst die Verlobung. Sie will jedoch vorher Regi die Meinung sagen und geht zur Maniküre ins Savoy-Carlton-Hotel. Bei der Gelegenheit macht sie auch die Bekanntschaft von Allen, der mittlerweile wieder gehen kann. Nach vielen Verwicklungen gestehen sich Ted und Regi ihre Liebe, während Vivian und Allen ebenfalls ihre Gefühle füreinander entdecken. Der Film endet mit Regi und Ted, die im Bus durch die Stadt fahren. Sie werfen eine Münze, um zu entscheiden, ob sie zuerst Mittagessen gehen oder lieber zuerst heiraten. Die Münze springt vom Bus, Regi und Ted veranstalten eine wilde Verfolgungsjagd, und am Ende landet die Münze auf dem Rand und bleibt senkrecht stehen.

## Hintergrund
Hands Across the Table war der Wendepunkt in den Karrieren von Carole Lombard und Mitchell Leisen bei Paramount Pictures. Lombard hatte bislang in jedem denkbaren Genre mitgewirkt, ohne den Durchbruch zum Star zu schaffen. Erst der Auftritt neben John Barrymore in Howard Hawks Adaption des Bühnenhits 20th Century zeigte ihr Talent für die Komödie. Ihr Heimatstudio, das nach dem Bankrott 1933 eine neue Studioleitung unter anderem mit Ernst Lubitsch als Produktionschef bekommen hatte, schenkte Lombard Vertrauen, indem es ihr mit Hands Across the Table zum ersten Mal einen Film gab, der ganz auf ihr Talent und ihre Persönlichkeit zugeschnitten war. Ihr Partner sollte zunächst Cary Grant werden, doch am Ende einigten sich alle Beteiligten auf Fred MacMurray, der seit seinem Auftritt neben Claudette Colbert in The Gilded Lily ein beliebter Darsteller romantischer Komödien war. 
Gleichzeitig war der Film der Durchbruch von Mitchell Leisen, dem Lubitsch die Verantwortung für die Umsetzung übertrug. Im Gegensatz zu den meisten anderen Filmstudios war es bei Paramount möglich, vom Drehbuchautor zum Regisseur aufzusteigen, wie die Beispiele von Billy Wilder und Preston Sturges zeigen. Leisen kam ausgezeichnet mit seinem Star aus, beide verband bald auch eine tiefe persönliche Freundschaft. Hands Across the Table hat für eine Komödie ungewöhnlich dunkle Motive und präsentiert als Helden der Geschichte zwei Menschen, die Geld über Gefühle setzen und alles zu tun bereit sind, um ihre wirtschaftliche Situation zu verbessern. 
Lombard bemühte sich intensiv, dem unerfahrenen MacMurray bei seinen Szenen zu helfen. Leisen erinnerte sich später an die Dreharbeiten: 
[Carole Lombard] had none of what you might call ‘the star temperament'. She felt that all the others had to be good or it wouldn't matter how good she was. She got right in there and pitched.
Sie hatte nicht das, was man als Startemperament bezeichnet. Sie war sich bewusst, dass alle anderen Mitspieler ebenfalls gut sein mussten, sonst wären ihre eigenen Bemühungen umsonst. Sie wusste das und beherzigte es.
Die beiden Schauspieler sollten bis 1937 in den Filmen Eine Prinzessin für Amerika, Swing High, Swing Low und Ein Mordsschwindel erneut gemeinsam vor der Kamera stehen.

## Kritik
In der Zeitschrift The New Republic schrieb der Filmkritiker Otis Ferguson
[...]the trouble and the danger with light comedy as a rule is that it is self-conscious over its lack of weight and either leaves reality altogether in an attempt to be capricious and unexpected about everything, or fastens on each excuse for feeling with a hollow and forced semblance of deep emotion. That Hands Across the Table keeps the delicate and hard balance between these two courses of procedure is partly the work of direction, cutting, dialogue writing; but considerably the work of Carole Lombard and Fred MacMurray.
Das Problem und die Gefahr bei der leichten Komödie liegt im Mangel an inhaltlichem Gewicht und entweder versuchen die Macher die Realität komplett außen vor zu lassen in ihrem Versuch, kapriziös und überraschend zu wirken, oder aber sie entschuldigen sich quasi für jeden Versuch, ernsthafte Gefühle zu zeigen. Hands Across the Table schafft die schwere Balance zwischen diesen Extremen und das ist nicht zuletzt das Verdienst von Regie, Schnitt, Drehbuch, hauptsächlich jedoch das von Carole Lombard und Fred MacMurray.
- film-dienst:

Mitchell Leisens Debütfilm, der bereits die elegante Handschrift und seine Leichtigkeit erkennen läßt. Eine amüsante Komödie, in der sich Situationskomik, Wortwitz und nachdenklich stimmende Momente die Waage halten.